# 韋基瓦斯普林斯 (佛羅里達州)
韋基瓦斯普林斯（英語：Wekiva Springs）是位於美國佛羅里達州塞米諾爾縣的一個人口普查指定地區。

## 地理
韋基瓦斯普林斯的座標為28°41′49″N 81°25′33″W / 28.69694°N 81.42583°W，而該地最高點為海拔高度16米（即52英尺）。

## 人口
根據2010年美國人口普查的數據，韋基瓦斯普林斯的面積為23.70平方千米，當中陸地面積為22.40平方千米，而水域面積為1.30平方千米。當地共有人口23169人，而人口密度為每平方千米977人。